# Emilio de Marchi
Emilio de Marchi (Milán, 1851 - Milán, 1901) fue un escritor italiano. Iniciador del popular género giallo en Italia.

## Biografía
Emilio de Marchi nació en Milán, en 1851, en el seno de una familia pequeño burguesa. Pronto quedó huérfano de padre. No obstante las dificultades económicas familiares, se licenció en Letras y llegó a ser profesor de estilística en la Academia Científico-Literaria de Milán (más tarde, Università degli Studi di Milano). 
Dirigió su copiosa actividad literaria en muy diversas direcciones. Al abrigo de la scapigliatura lombarda, fundó y colaboró activamente en la revista La vita nuova, que más tarde abandonó por divergencias ideológicas-. Tradujo en verso las Fábulas de La Fontaine. Cultivó el periodismo, la crítica literaria, el ensayo, la poesía, el teatro, el relato breve y la novela. Y fue en este campo que alcanzó sus mayores logros: El sombrero del cura, publicada por entregas en dos rotativos: L’Italia (1887) y el Corriere di Napoli (1888), y más tarde, en volumen único por la histórica editorial Treves (1888), y que hoy es considerada el feliz punto de arranque de todo un género en Italia: el popular giallo (de su éxito dan cuenta sus numerosas reimpresiones y su traslación cinematográfica y televisiva). A ésta siguieron: Demetrio Pianelli (1890), unánimemente considerada su gran obra maestra; Arabella (1892); y Giacomo l’idealista (1897). 
En su narrativa confluyen diversas experiencias: el modelo literario lombardo de Parini y Manzoni, ciertas innovaciones de la scapigliatura, una marcada orientación social, el verismo y el gusto por un pathos de ascendencia tardo-romántica.
De conformidad con su noción de la función social de la literatura y el literato –de ascendencia manzoniana y que vertebró el conjunto de su obra-, ya hacia el final de sus días, dirigió junto con el editor Vallardi una colección de lecturas populares, La buona parola, a la que contribuyó con diferentes volúmenes. Participó intensamente de la vida política y social de la ciudad, tomando parte en numerosas iniciativas pedagógicas y filantrópicas. En 1900, fue nombrado Caballero de la Corona de Italia. Murió en Milán, en 1901, con apenas cincuenta años, incapaz de superar la muerte de su hija predilecta, acaecida en 1897.

## Obras principales
Cuentos
- Storie d'ogni colore, (1885).
- Nuove storie d'ogni colore, (1895).

Novelas
- El sombrero del cura (Il cappello del prete, 1887-1888).
- Demetrio Pianelli, (1890).
- Arabella, (1892).
- Redivivo (1894-1895).
- Giacomo l'idealista, (1897).
- Col fuoco non si scherza (1901, publicada póstumamente).

Poesía
- Vecchie cadenze e nuove, (1899).

## Obras publicadas en España
- Un hombre entre algodones, Planeta-Agostini, 1999. Edición bilingüe. ISBN 9788439577664.
- Cuentos de Navidad, El violín de Carol, 2006. Trad. por Nahuel Cerrutti. ISBN 9788493400088.
- El sombrero del cura, Ginger Ape Books&Films, 2012. Trad. por Rubén López Conde. ISBN 9788494014604.